# Saint-Martin-de-Mâcon
Saint-Martin-de-Mâcon település Franciaországban, Deux-Sèvres megyében. Lakosainak száma 320 fő (2022. január 1.). Saint-Martin-de-Mâcon Tourtenay, Saint-Cyr-la-Lande, Saint-Léger-de-Montbrun, Curçay-sur-Dive és Ternay községekkel határos.

## Népesség
A település népessége az elmúlt években az alábbi módon változott:
| Lakosok száma | 342  | 324  | 321  | 306  | 299  | 292  | 301  | 311  | 320  |
|               | 2013 | 2015 | 2016 | 2017 | 2018 | 2019 | 2020 | 2021 | 2022 |